# Црква Светог Рудолфа
Црква Светог Рудолфа у Баноштору је некадашња римокатоличка црква, о којој, после Другог светског рата нико не води рачуна, тако да су од ње данас остали само спољни зидови.
Цркву је о свом трошку и на свом земљишту изградио гроф Рудолф Чотек из Футога. Лета 1910. године ископани су темељи, а камен темељац положен 23. јуна 1912. године и благословљен. У лето 1913. године зидарски радови су били потпуно завршени, а до краја октобра исте године црква је и опремљена потребним инвентаром. Благослов цркве обављен је 17. априла 1914. године на спомендан светог Рудолфа који је и титулар цркве.
Црква је подигнута у неороманичком стилу, што је права реткост у фрушкогорским селима, са високим торњем који је одвојен од централног дела цркве, који је својевремено имао китњасто украшена звона.
Како је већина католичког становништва била немачког порекла и њиховим одласком након завршетка рата, црква је убрзано пропадала, тако да данас запуштене степенице воде ка улазу изнад кога се налази капител у плетеној орнаментици. Изнад улаза је мермерна плоча са датумом изградње и именом свеца коме је посвећена. Унутрашње стране зидова су ишаране бројним графитима и потписима који су стари и по тридесет година, а на супротном крају назиру се трагови олтара. На врху торња се назиру трагови куполе која је некад постојала.